# Chico Landi

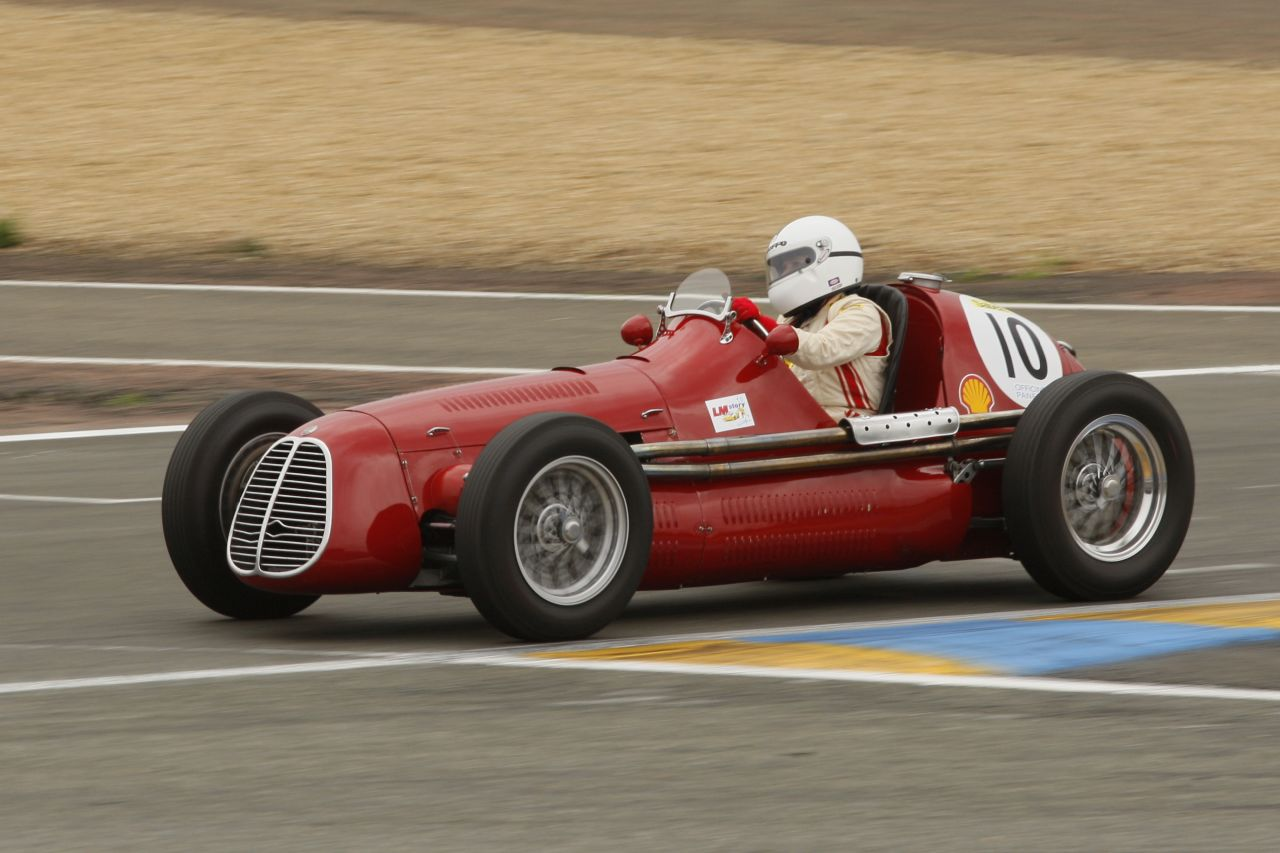
Landi rijdt voor het team van Maserati

Francisco Sacco Landi, beter bekend als Chico Landi (São Paulo, 14 juli 1907 - aldaar, 7 juni 1989) was een Formule 1-coureur uit Brazilië. Hij reed tussen 1951 en 1956 zes Grands Prix voor het team Maserati en scoorde hierin 1½ punt.